# Bulbophyllum lindleyanum
Bulbophyllum lindleyanum es una especie de orquídea epifita originaria de Asia.   

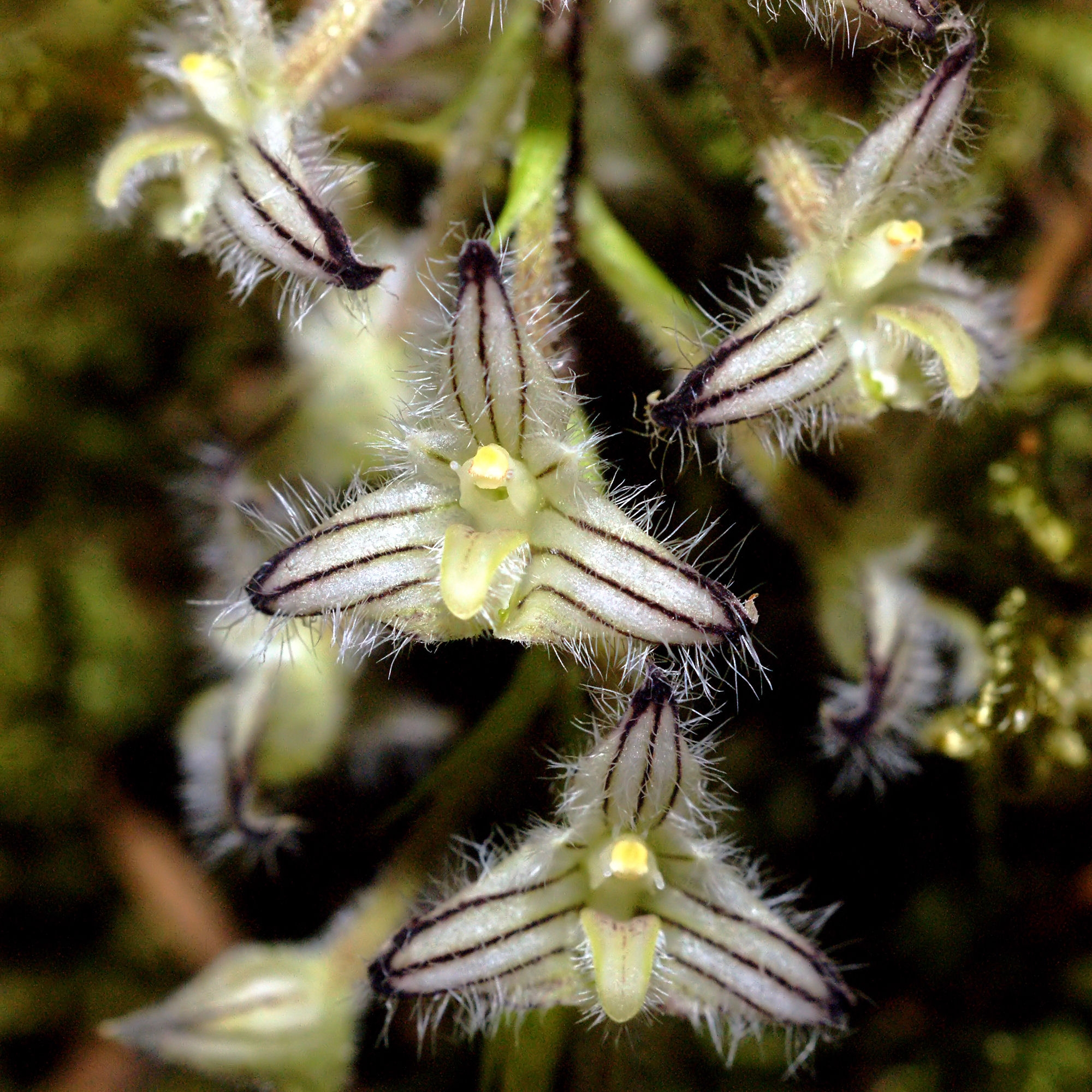
Detalle de las flores

## Descripción
Es una  orquídea de tamaño pequeño, de crecimiento cálido con hábitos de epífita con los pequeños pseudobulbos agrupados, ovoide deprimidos,  que llevan una sola hoja, apical, oblongo-lanceolada y aguda. Florece en el invierno en una inflorescencia recurvada de 10 a 20 cm  de largo  con brácteas ovadas, acuminadas,  y que lleva hasta 15 pequeña flores tomentosas.

## Distribución y hábitat
Se encuentra en la India, Tailandia y Birmania.   

## Taxonomía
Bulbophyllum lindleyanum fue descrita por William Griffith    y publicado en Notulae ad Plantas Asiaticas 3: 287. 1851.
Etimología
Bulbophyllum: nombre genérico que se refiere a la forma de las hojas que es bulbosa.
lindleyanum: epíteto otorgado en honor del botánico John Lindley.
Sinonimia
- Bulbophyllum caesariatum Ridl.
- Bulbophyllum rigens Rchb.f.
- Phyllorchis lindleyana (Griff.) Kuntze
- Phyllorkis lindleyana (Griff.) Kuntze[3][4]